# Ophioplinthaca globata
Ophioplinthaca globata är en ormstjärneart som beskrevs av Jean Baptiste François René Koehler 1922. Ophioplinthaca globata ingår i släktet Ophioplinthaca och familjen knotterormstjärnor. Inga underarter finns listade i Catalogue of Life.